# Giuseppe Ugolini
Giuseppe Ugolini, italijanski rimskokatoliški duhovnik, škof in kardinal, * 6. januar 1783, Macerata, † 19. december 1867.

## Življenjepis
12. februarja 1838 je bil povzdignjen v kardinala in imenovan za kardinal-diakona S. Giorgio in Velabro. Pozneje je bil imenovan še na tri druge kardinal-duhovniške položaje: 13. septembra 1838 S. Adriano al Foro, 17. decembra 1855 S. Maria in Cosmedin in 15. marca 1858 S. Maria in Via Lata.